# 1941 (film)
1941 is een komedie uit 1979, geregisseerd door Steven Spielberg. Het gaat over de paniek in Los Angeles na de aanval op Pearl Harbor in 1941. De chaos die ontstond in Los Angeles tijdens de Slag om Los Angeles stond eveneens als basis voor het verhaal van de film.

## Verhaal
Het is 6 dagen na de aanval op Pearl Harbor. Er breekt paniek uit in Californië, wanneer waarschijnlijk een volgend doelwit van de Japanners aan de beurt is. Er blijkt een onderzeeër te zijn die als doelwit Hollywood heeft. Ondertussen raakt iedereen in paniek, terwijl ze hun land zouden moeten verdedigen.

## Rolverdeling
| Acteur          | Personage                          |
| --------------- | ---------------------------------- |
| Dan Aykroyd     | Sergeant Frank Tree                |
| Ned Beatty      | Ward Douglas                       |
| John Belushi    | Kapitein Wild Bill Kelso           |
| Lorraine Gary   | Joan Douglas                       |
| Bobby Di Cicco  | Wally Stephens                     |
| Murray Hamilton | Claude Crumn                       |
| Christopher Lee | Kapitein Wolfgang von Kleinschmidt |
| Tim Matheson    | Kapitein Loomis Birkhead           |
| Toshiro Mifune  | Aanvoerder Akiro Mitamura          |
| Warren Oates    | Kolonel 'Madman' Maddox            |
| Robert Stack    | Majoor Generaal Joseph W. Stilwell |
| Treat Williams  | Chuck 'Stretch' Sitarski           |
| Nancy Allen     | Donna Stratton                     |
| Lucille Benson  | Gas Mama                           |
| Jordan Brian    | Macey Douglas                      |